# آنتارکتوسور
آنتارکتوسور یا جنوب‌خزنده‌ها (نام علمی: Antarctosaurus) نام یک سرده از زیرراسته خزنده‌پاریختان است. این دایناسور گیاه‌خوار ودر دوران کرتاسه زندگی می‌کرد. آنتارکتوسور در آمریکای جنوبی می‌زیست. سنگواره این دایناسور در آرژانتین و اروگوئه کشف شد.